# 프레스티지바이오로직스
프레스티지바이오로직스(Prestige Biologics Co., Ltd.)는 바이오 의약품 CDMO(Contract Development Manufacturing Organization, 위탁 개발 생산 업체)로서 고도의 기술력을 바탕으로 다양한 바이오 의약품의 제조 공정을 개발, 생산 및 원료 의약품을 제조하고 있다.

## 상장
2021년 3월 11일에 주관사를 미래에셋증권과 유안타증권으로 공모가  12,400원에 코스닥 시장에 상장하였다.